# Kościół św. Mikołaja w Żydowie
Kościół świętego Mikołaja w Żydowie – rzymskokatolicki kościół parafialny należący do parafii pod tym samym wezwaniem (dekanat szamotulski archidiecezji poznańskiej).
Budowa murowanej świątyni została rozpoczęta w latach 1902-1905, dzięki staraniom ówczesnego właściciela majątku Żydowo hrabiego Szołdrskiego. W czasie II wojny światowej świątynia została zamknięta i urządzono w niej magazyn. W latach 1992–1993 został przeprowadzony gruntowny remont kościoła. Z dawnego wyposażenia przetrwały do dziś: kamienna kropielnica i dzwon z datą 1624 rok. Kościół reprezentuje styl neoromański i wzniesiony został na rzucie zbliżonym do krzyża greckiego. Świątynia składa się z jednej nawy.